# Otto Modersohn
Friedrich Wilhelm Otto Modersohn, né le 22 février 1865 à Soest (Province de Westphalie) et mort le 10 mars 1943 à Rotenburg, est un peintre allemand.
Il est le mari de l'artiste peintre Paula Modersohn-Becker (1876-1907).

## Biographie
Modersohn débute en 1884 des études à l'Académie des beaux-arts de Düsseldorf, avant de partir en 1888 pour Karlsruhe. En juillet 1889, il rencontre Fritz Mackensen et Hans am Ende à Worpswede, où les trois hommes fondent une « colonie artistique » (Künstlerkolonie).
Il épouse en 1897 Helene Schröder, qui lui donne une fille en 1898, Elsbeth, morte en 1984. Helene trouve la mort en 1900, mais Otto épouse dès l'année suivante l'artiste peintre Paula Modersohn-Becker. Après une rupture momentanée, le couple se réinstalle à Worpswede en 1907, où leur fille Mathilde (Tille) naît la même année. Paula Modersohn-Becker meurt à peine quelques jours plus tard, des suites de l'accouchement.
Modersohn part alors pour le village voisin de Fischerhude, où il épouse en 1909 sa troisième femme, Louise Breling, avec laquelle il a deux fils : Ulrich, né en 1913 et qui, soldat de la Wehrmacht, sera tué en Russie en 1943 ; et Christian (1916-2009).

## Œuvre
Otto Modersohn employa sa jeunesse à la réalisation de paysages, dans la lignée de l'école de Barbizon en France. À partir de son installation à Worpswede, son style subit une nette transformation, et le peintre a recours à des couleurs influencées par l'expressionnisme. Sa principale source d'inspiration resta néanmoins les paysages.
Un musée a été créé en 1974 à Ottersberg pour exposer ses œuvres.